# Ферера Ербоњона
Ферера Ербоњона (итал. Ferrera Erbognone) је насеље у Италији у округу Павија, региону Ломбардија.
Према процени из 2011. у насељу је живело 1039 становника. Насеље се налази на надморској висини од 91 м.

## Становништво
Према резултатима пописа становништва 2011. у општини је живело 1.121 становника.
| 1936. | 1951. | 1961. | 1971. | 1981. | 1991. | 2001. | 2011. |
| ----- | ----- | ----- | ----- | ----- | ----- | ----- | ----- |
| 1.839 | 1.841 | 1.594 | 1.484 | 1.241 | 1.164 | 1.103 | 1.121 |